# Баррето, Хуниор
Орла́ндо Ху́ниор Барре́то Вие́ра (исп. Orlando Junior Barreto Viera; род. 13 января 1998) — парагвайский футболист, защитник клуба «Олимпия» из Асунсьона.

## Клубная карьера
Баррето — воспитанник клубов «Хенераль Кабальеро». 5 февраля 2022 года в матче против столичной «Олимпии» он дебютировал в парагвайской Примере. 18 апреля в поединке против «Ресистенсия» Хуниор забил свой первый гол за «Хенераль Кабальеро». В 2023 году Баррето перешёл в столичную «Олимпию». 30 января в матче против «Спортиво Лукеньо» он дебютировал за новую команду. 28 января 2024 года в поединке против столичного «Насьоналя» Хуниор забил свой первый гол за «Олимпию».

## Достижения
Клубные
 «Олимпия» (Асунсьон)
- Победитель парагвайской Примеры (1) — Клаусура 2024